# Otta Wenskus
Otta Wenskus (* 29. Mai 1955 in Marburg) ist eine deutsche, seit 1994 auch österreichische Altphilologin.
Otta Wenskus, die Tochter des Historikers Reinhard Wenskus, studierte in Göttingen, Florenz und Lausanne Klassische Philologie und Historisch-vergleichende Sprachwissenschaft. 1982 wurde sie in Göttingen mit einer Arbeit über das hippokratische Corpus promoviert. 1985/86 übernahm sie eine Lehrstuhlvertretung in Caen, 1987 war sie zu einem Gastaufenthalt am Institute for the History of Mathematics der Brown University (Providence, Rhode Island).
Wenskus habilitierte sich 1988 in Göttingen und legte im folgenden Jahr das Zweite Staatsexamen ab. Im Sommersemester 1990 vertrat sie einen Lehrstuhl an der Universität Osnabrück. Anschließend erhielt sie bis Februar 1994 ein Heisenberg-Stipendium, unterbrochen von einer Gastprofessur an der Universität Jena im Sommersemester 1992. Von 1994 bis 2023 war Wenskus Ordentliche Professorin für Klassische Philologie und Altertumskunde an der Universität Innsbruck am Institut für Sprachen und Literaturen.
Zu ihren Forschungsschwerpunkten zählen Wissenschafts- und Geistesgeschichte, antike Fachsprachen, Kontaktlinguistik, Gender Studies, lateinische Briefliteratur, antike Zweisprachigkeit und Antikerezeption in Fantasy und Science-Fiction, besonders Star Trek.

## Schriften (Auswahl)
- Ringkomposition, anaphorisch-rekapitulierende Verbindung und anknüpfende Wiederholung im hippokratischen Corpus, Frankfurt 1982 (Diss. Göttingen 1982), ISBN 388-3-2339-00.
- Astronomische Zeitangaben von Homer bis Theophrast. Hermes Einzelschriften 55, Stuttgart 1990 (Habilitationsschrift Göttingen 1988), ISBN 351-5-0553-39.
- Emblematischer Codewechsel und Verwandtes in der lateinischen Prosa. Zwischen Nähesprache und Distanzsprache, Innsbruck 1998, ISBN 978-3-8512-4672-8.
- Umwege in die Vergangenheit: Star Trek und die griechisch-römische Antike, Innsbruck 2009, ISBN 978-3-7065-4661-4.